# Iodio (uso medico)

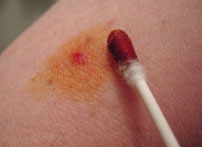
Tintura di iodio applicata a un'abrasione

Lo iodio è usato per trattare e prevenire la carenza di iodio e come antisettico. Per carenza di iodio può essere somministrato per via orale o per iniezione intramuscolare. Come antisettico può essere usato (nella formulazione nota come tintura di iodio) su ferite bagnate o per disinfettare la pelle prima dell'intervento chirurgico.
Tra gli effetti collaterali comuni, quando applicato sulla pelle, vi sono irritazione e decolorazione. Se assunto per via orale o iniezione, tra gli effetti collaterali vi possono essere reazioni allergiche, gozzo e disfunzione tiroidea. L'uso durante la gravidanza è raccomandato nelle regioni in cui la carenza è diffusa, altrimenti non è raccomandato. Lo iodio è un oligoelemento essenziale.
Nel 1811 Bernard Courtois isolò lo iodio dalle alghe mentre nel 1820 Jean-Francois Coindet collegò l'assunzione di iodio alle dimensioni del gozzo. Inizialmente è entrato in uso come disinfettante e per il gozzo. È incluso nell'elenco dei medicinali essenziali dell'Organizzazione mondiale della sanità, i medicinali più efficaci e sicuri necessari in un sistema sanitario. Il sale da cucina con iodio, noto come sale iodato, è disponibile in oltre 110 paesi. Nelle aree in cui la dieta soffre di basso contenuto di iodio nella dieta può essere raccomandata una dose di iodio all'anno a 0,32 USD per dose.

## Formulazioni
Numerose sono le formulazioni contenenti iodio in uso in medicina, tra cui:
- Ioduro di potassio (supplemento)
- Reattivo di Lugol (integratore e disinfettante)
- Iodopovidone (disinfettante)
- Iohexolo (agente di contrasto)
- Acido diatrizoico (agente di contrasto)
- meglumine iotroxate (mezzo di contrasto)
- iodio radioattivo
- Tintura di iodio
- Il cosiddetto iodio nascente
- Acido Iopanoico (mezzo di contrasto)
- Amiodarone (contenuto di iodio al 30%)